# Confounder
En confounder (eng.: a confounding variable or factor) inden for empirisk forskning er noget der kan "forvirre" forskeren på en bestemt måde, når forskeren søger at bestemme årsagen (eller årsagsfaktorer) til et givent fænomen (eller en bestemt type heraf), således at forskeren kan forledes til at konkludere noget forkert angående hvad der er årsagen til det givne fænomen.

## Hvordan kan en confounder forvirre forskeren?
En confounder kan give anledning til forvirring i kraft af dens særlige relation til både det fænomen hvis årsag ønskes bestemt, og til det eller de forhold der hypotetisk antages at være mulige årsager. Mere konkret er en confounder et fænomen, kaldet C, der er den egentlige årsag (eller en blandt flere årsagsfaktorer) til fænomenet B, men også korreleret med fænomenet A (og evt. ydermere årsagen til A). Hvis en forsker søger at undersøge forholdet mellem A og B, vil han/hun givetvis finde en korrelation (statistisk sammenhæng) og måske tro at A er årsagen til B, mens det i virkeligheden er C som er årsagen til B.

## Eksempel
Salget af is er forbundet med druknedød, sådan at i de uger der sælges meget is, er der også mange mennesker som drukner. Det kunne give anledning til at tro at issalg forårsager drukneulykker, selvom det i virkeligheden formentlig snarere er sådan at varmt vejr både forårsager at folk køber mere is og at folk bader mere (med den risiko for at drukne der nu er forbundet med badning).

## Hvordan kan confoundere udelukkes eller kontrolleres?
Inden for sundhedsvidenskab er korrekt udførte randomiserede kliniske undersøgelser (RCT) ikke sårbare overfor confoundere, idet de forskellige grupper af forsøgspersoner gennemsnitligt alene adskiller sig ved de forskellige forhold de bevidst udsættes for (fx en bestemt sundhedsfaglig behandling). En confounder vil således gennemsnitligt påvirke alle grupper lige meget, således at en evt. forskel i udfald (outcome) for de forskellige grupper mere entydigt kan tilskrives de forhold grupperne bevidst er udsat for.
Derimod er fx epidemiologiske undersøgelser sårbare overfor confoundere. Således kan en epidemiolog forledes til at konkludere noget forkert angående hvad der er årsag til fx en given sygdom eller til dødsfald, jf. eksemplet med salget af is og druknedød.
Et epidemiologisk studie kan dog i en vis udstrækning tage højde for mulige confoundere. Eksempelvis kan en epidemiolog der vha. et kohortestudie søger at undersøge om kaffe er årsag til lungekræft, til en vis grad undgå at lade sig vildlede af confoundere ved fx at sikre at de grupper der sammenlignes, og som adskiller sig fra hinanden mht. hvor meget kaffe der drikkes, ligner hinanden mht. de øvrige forhold der kunne tænkes at forårsage (eller være en medvirkende faktor bag) lungekræft, fx rygning og alder.